# KNN 뉴스투데이
《KNN 뉴스투데이》는 KNN TV에서 매주 평일 오후 5시 30분에 방송 중인 부산 경남 지역 저녁 종합 뉴스 프로그램이다.

## 개요
2005년 4월 25일부터 PSB의 2005년 봄 개편으로 평일 저녁 6시에 《PSB 뉴스투데이》로 신설되어 30분간 저녁 종합뉴스로 방송되었으며 2006년 5월 14일부터 PSB가 KNN으로 방송사명을 변경함에 따라 2006년 5월 15일부터 《KNN 뉴스투데이》로 변경되어 평일 오후 3시로 변경, 낮 종합뉴스로 전환되었다. 이후 2008년 5월 19일부터 KNN의 2008년 봄 개편으로 평일 오후 4시 30분으로 변경되었고 2013년 4월 8일부터 KNN의 2013년 봄 개편으로 평일 저녁 6시 5분으로 변경, 20분으로 단축, 저녁 종합뉴스로 환원되었으며 2015년 11월 2일부터 KNN의 2015년 가을 개편으로 《KNN 경남투데이》로 변경되었다. 이후 2017년 2월 6일부터 KNN의 2017년 2월 뉴스 개편으로 《KNN 생방송 투데이》와 통합, 《오늘의 종합뉴스》로 변경되었고 2017년 6월 5일부터 《생방송 여기는 정보센터》 시간대 이동에 따라 평일 저녁 6시 45분으로 변경되었으며 2017년 9월 18일부터 평일 저녁 7시로 변경되었다. 이후 2017년 10월 23일부터 KNN의 2017년 가을 개편으로 《생방송 여기는 정보센터》와 분리, 현재의 《KNN 뉴스와 건강》으로 변경되어 15분으로 단축, 저녁 생활 종합뉴스로 개편되었고 2018년 5월 7일부터 평일 저녁 6시로 환원되었으며 2018년 12월 31일에 KNN의 2019년 새해 개편으로 1차 종영되면서 《KNN 날씨와 건강》으로 대체되었다가 2022년 10월 4일부터 KNN의 2022년 가을 개편으로 평일 오후 5시 30분에 저녁 종합뉴스 프로그램인 《KNN 뉴스투데이》로 재신설되었다.

## 방송 시간
| 방송 채널 | 방송 기간                          | 방송 시간                            |
| --------- | ---------------------------------- | ------------------------------------ |
| KNN       | 2005년 4월 25일 ~ 2006년 5월 12일  | 평일 저녁 6시 ~ 6시 30분 (30분)      |
| KNN       | 2006년 5월 15일 ~ 2008년 5월 16일  | 평일 오후 3시 ~ 3시 30분 (30분)      |
| KNN       | 2008년 5월 19일 ~ 2013년 4월 5일   | 평일 오후 4시 30분 ~ 5시 (30분)      |
| KNN       | 2013년 4월 8일 ~ 2017년 6월 2일    | 평일 저녁 6시 5분 ~ 6시 25분 (20분)  |
| KNN       | 2017년 6월 5일 ~ 2017년 9월 15일   | 평일 저녁 6시 45분 ~ 7시 5분 (20분)  |
| KNN       | 2017년 9월 18일 ~ 2017년 10월 20일 | 평일 저녁 7시 ~ 7시 20분 (20분)      |
| KNN       | 2017년 10월 23일 ~ 2018년 5월 4일  | 평일 저녁 7시 ~ 7시 15분 (15분)      |
| KNN       | 2018년 5월 7일 ~ 2018년 12월 31일  | 평일 저녁 6시 ~ 6시 15분 (15분)      |
| KNN       | 2022년 10월 4일 ~ 현재             | 평일 저녁 5시 30분 ~ 5시 50분 (20분) |

## 앵커
| 대수 | 진행자             | 진행 기간                          | 비고        |
| ---- | ------------------ | ---------------------------------- | ----------- |
| 1대  | 황범 아나운서      | 2005년 4월 25일 ~ 2006년 5월 12일  |             |
| 2대  | 문근해 아나운서    | 2006년 5월 15일 ~ 2007년 5월 18일  |             |
| 3대  | 조승완 대기자      | 2007년 5월 21일 ~ 2007년 11월 2일  |             |
| 4대  | 황범 아나운서      | 2007년 11월 5일 ~ 2015년 10월 30일 | [ 1 ] [ 2 ] |
| 5대  | 이하윤 아나운서    | 2015년 11월 2일 ~ 2017년 2월 3일   | [ 3 ]       |
| 6대  | 이해리 아나운서    | 2017년 2월 6일 ~ 2018년 12월 31일  | [ 4 ]       |
| 7대  | 박철규 前 아나운서 | 2022년 10월 4일 ~ 2022년 12월 30일 | [ 6 ]       |
| 8대  | 임혜림 아나운서    | 2023년 1월 2일 ~ 2023년 1월 6일    |             |
| 9대  | 고강용 前 아나운서 | 2023년 1월 9일 ~ 2023년 7월 7일    | [ 8 ]       |
| 10대 | 박경익 아나운서    | 2023년 7월 10일 ~ 2025년 5월 13일  | [ 9 ]       |
| 11대 | 오주호 아나운서    | 2025년 5월 14일 ~ 현재             | [ 10 ]      |

## 타이틀 변천사
- 현재 타이틀은 2022년 10월 4일부터 기준으로 한다.

| 기수 | 프로그램 타이틀 | 방송 기간                           |
| ---- | --------------- | ----------------------------------- |
| 1기  | PSB 뉴스투데이  | 2005년 4월 25일 ~ 2006년 5월 12일   |
| 2기  | KNN 뉴스투데이  | 2006년 5월 15일 ~ 2015년 10월 30일  |
| 3기  | KNN 경남투데이  | 2015년 11월 2일 ~ 2017년 2월 3일    |
| 4기  | 오늘의 종합뉴스 | 2017년 2월 6일 ~ 2017년 10월 20일   |
| 5기  | KNN 뉴스와 건강 | 2017년 10월 23일 ~ 2018년 12월 31일 |
| 6기  | KNN 뉴스투데이  | 2022년 10월 4일 ~ 현재              |

## 경쟁 프로그램
- KBS 뉴스 7 부산 (KBS 부산 1TV)
- KBS 뉴스 7 경남 (KBS 창원 1TV)
- MBC 5시 뉴스와 경제 부산 (부산MBC TV)
- MBC 5시 뉴스와 경제 경남 (MBC 경남 TV)